# Єлізар'єво
Єліза́р'єво (рос. Елизарьево) — присілок у складі Кривошиїнського району Томської області, Росія. Входить до складу Петровського сільського поселення.

## Населення
Населення — 205 осіб (2010; 273 у 2002).
Національний склад (станом на 2002 рік):
- росіяни — 91 %